# Quasimodo

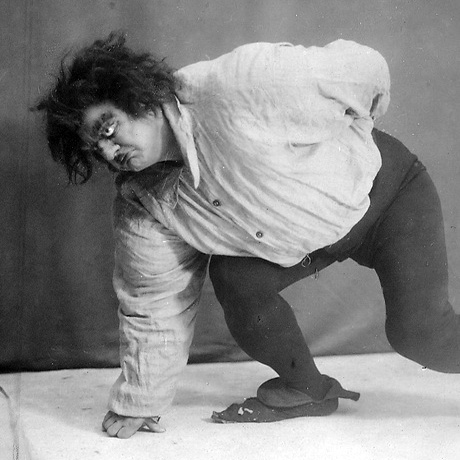
El actor teatral Alexander Ostuzhev como Quasimodo, 1925.

Quasimodo es el personaje principal de la obra Nuestra Señora de París, del escritor francés Victor Hugo, un hombre que vivía en la catedral.

## Descripción
Quasimodo era un niño jorobado y de rostro contrahecho que fue abandonado cerca de la catedral de Nuestra Señora de París,  habitaba en la catedral de Notre Dame, tocando las campanas. Al parecer era hijo de una gitana. Sólo podía utilizar un ojo, ya que el otro lo tenía casi bloqueado por la deformidad de su rostro, y quedó casi sordo por el tañer de las campanas de la catedral, de las cuales él se encargaba y las cuales significaban todo para él, antes de conocer a la joven gitana Esmeralda, de quien se enamora por ser ella la primera que le mostró bondad.
Quasimodo era odiado por el pueblo de París a causa de su deformidad, por lo cual posee un carácter tímido y retraído. Sin embargo, posee una gran valentía, astucia y un corazón noble. Antes de Esmeralda, la única persona importante para él era el archidiácono Claude Frollo, quien lo adoptó cuando fue abandonado en la catedral entre los niños expósitos. 

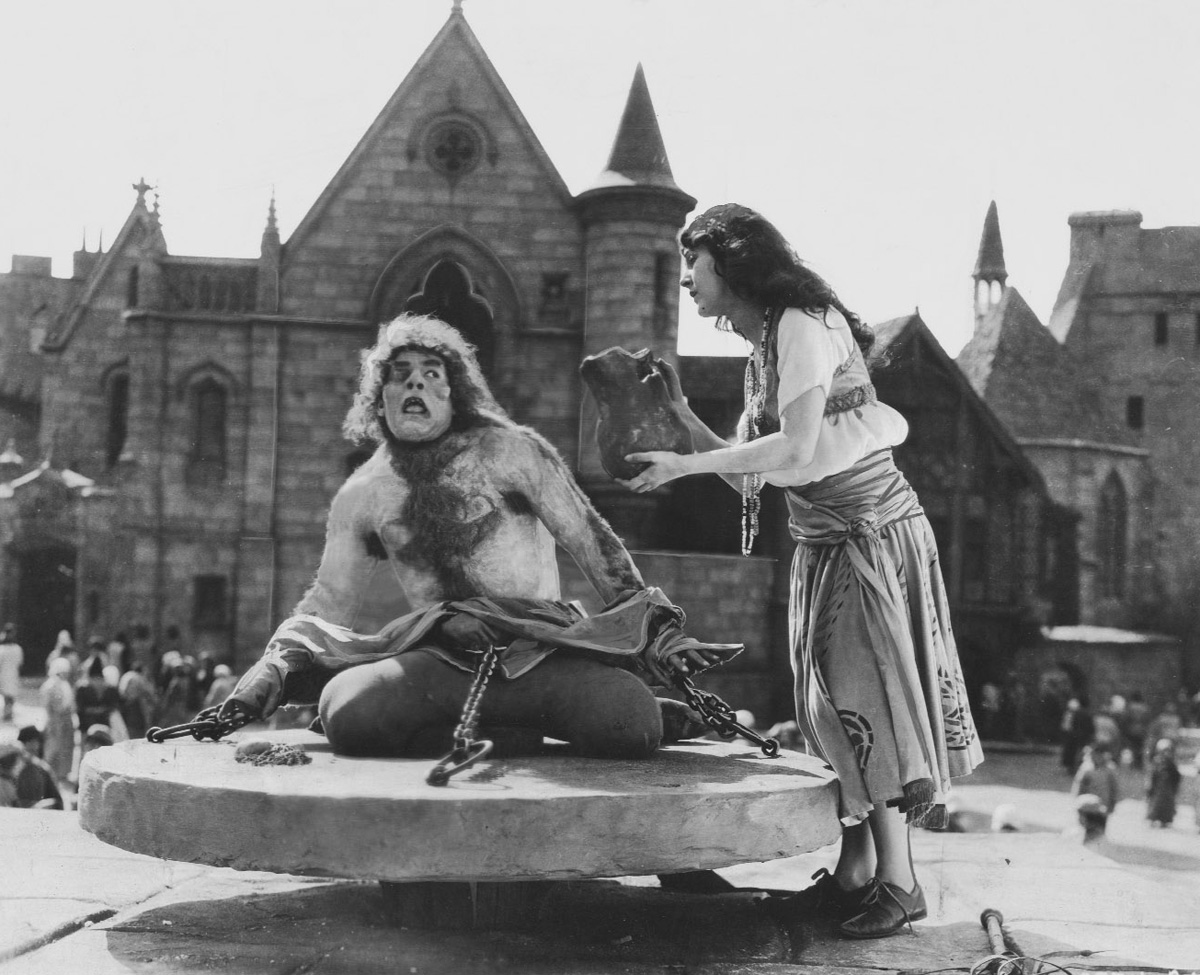
Lon Chaney como Quasimodo en la película Nuestra Señora de París (1923)

En la novela, tiene unos diecisiete años. Victor Hugo lo describe físicamente como un joven de gran tamaño y fuerza y una gran agilidad a pesar de sus defectos físicos, la cual podría ser el producto del ejercicio que realiza constantemente trepando por las torres de Notre Dame y los tejados de los alrededores, si bien no sale mucho de la catedral. Su cabello es muy rojizo y, si bien no se aclara en el libro, se ha interpretado que sus ojos podrían ser azules. Por esto se cree que tal vez no era hijo de una gitana, sino que había sido raptado por una o quizás dejado a su cuidado. 

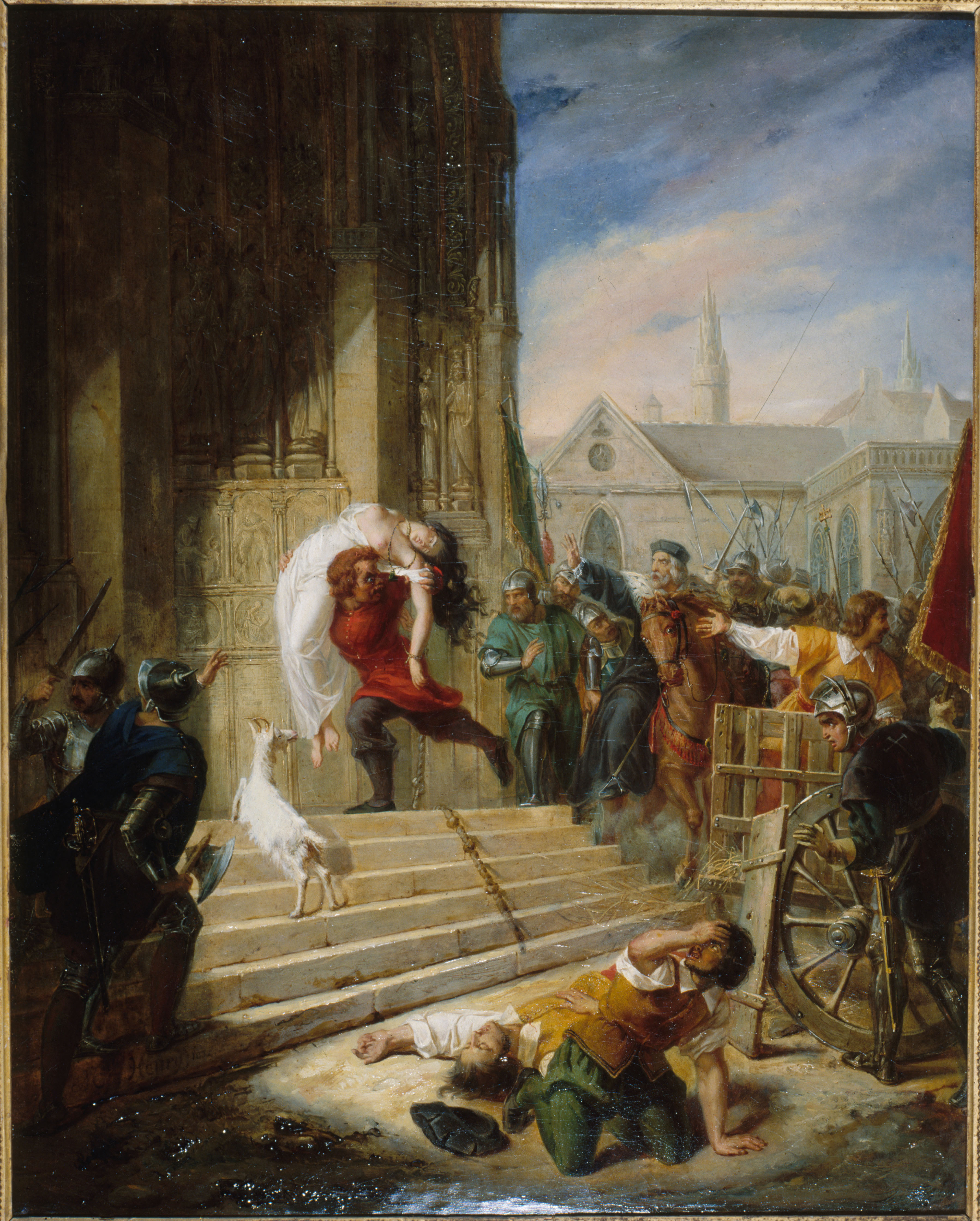
Quasimodo salvando a Esmeralda, pintura al óleo, 1832.

El final de Quasimodo es sumamente dramático: cuando ve, desde lo alto de Notre Dame, que Esmeralda es ejecutada y él no podrá llegar a tiempo para salvarla, su alma se entristece y decide morir junto a ella después de asesinar al cruel archidiácono que la entregó.
Una de las características más importantes es el cariño que siente por la catedral de Notre Dame de París, en donde vive. Victor Hugo describe esta relación como si el campanero y la catedral fueran una sola alma unificada. Es allí en donde Quasimodo tiene su refugio del mundo que lo repudia injustamente. 
Es sin duda uno de los personajes más importantes de la literatura francesa (y la historia de la literatura en general). Su historia ha llamado la atención de diversos directores que han adaptado Nuestra Señora de París al cine, siendo interpretado por actores de la talla de Lon Chaney (en 1923), Charles Laughton (en 1939), Anthony Quinn (en 1956) o Anthony Hopkins (en la versión para televisión de 1982). Incluso Disney hizo en los años noventa su propia versión de la historia, llamada El jorobado de Notre Dame, en donde se resalta el lado sensible y el buen corazón del personaje. Esta película infantil revela la pureza en el alma de Quasimodo, adornando al personaje con buenas actitudes, además de modificar el final de la obra, encontrándose Quasimodo y Esmeralda vivos. Esta película tuvo una secuela, El jorobado de Notre Dame 2, en la que Quasimodo se enamora de una artista circense llamada Madellaine, la cual termina compartiendo los mismos sentimientos por él.

## Etimología
El nombre de Quasimodo proviene del latín quasi modo (en español: como si, casi como), primeras dos palabras del introito de la misa del primer domingo tras la Pascua, por haber sido abandonado en este día del año. Al mismo tiempo, supone un juego de palabras, ya que el campanero era considerado un casi humano: muy cerca de todos los demás y, al mismo tiempo, tan diferente.

## Quasimodo en la realidad
En agosto de 2010, un archivero de la Tate Gallery, Adrian Glew, encontró pruebas de que Quasimodo podría haber sido inspirado en un tallador en piedra jorobado que trabajaba en las obras de restauración de la catedral de Notre Dame en la década de 1820. La evidencia se encontraba en las memorias de Henry Sibson, un escultor británico que trabajaba en las obras al mismo tiempo que Victor Hugo escribía la novela. Sibson describe al tallador: "Era un tallador del escultor del gobierno, cuyo nombre he olvidado, ya que no tenía relación con él, todo lo que sé es que era jorobado y no le gustaba mezclarse con los otros talladores." Debido a que Victor Hugo tenía estrechos vínculos con la restauración de la catedral, es probable que conociera a este tallador jorobado apodado Le Bossu (el jorobado, en francés) a quien supervisaba Monsieur Trajin. Adrian Glew también descubrió que tanto el tallador como Victor Hugo vivían en Saint-Germain-des-Prés en 1833, y que en los primeros borradores de Los Miserables, Hugo llamaba al personaje principal «Jean Trajin» (el mismo apellido que el del supervisor del tallador jorobado de nombre desconocido) para más tarde cambiarlo por «Jean Valjean».